# Calomyrmex splendidus
Calomyrmex splendidus é uma espécie de formiga do gênero Calomyrmex, pertencente à subfamília Formicinae.